# Thomas & vännerna: Järnvägens hjälte
Thomas & vännerna: Järnvägens hjälte (engelska: Thomas & Friends: Hero of the Rails) är en brittisk datoranimerad äventyrsfilm som hade världspremiär den 12 oktober 2009.  Filmen är regisserad av Greg Tiernan med bland annat Michael Angelis och Michael Brandon i rollerna. Filmen är baserad på TV-serien Thomas och vännerna.

## Handling
Under ett fartfyllt race med skrytsamme Spencer, upptäcker Thomas ett övergivet lokomotiv vid namn Hiro som är långt hemifrån. För att undvika att Hiro ska skickas till skroten, övertalar Thomas sina vänner att de ska hjälpas åt att reparera honom. Men kommer lömske Spencer grusa planerna?

## Rollista (röster)
| Michael Angelis | – Michael Brandon  |
| Ben Small       | – Teresa Gallagher |
| Keith Wickham   | – Matt Wilkinson   |
| Togo Igawa      | – Michael Brandon  |
| Martin Sherman  | – Kerry Shale      |
| William Hope    | – Jules de Jongh   |
| Glenn Wrage     | – David Bedella    |

## Svenska röster
- Thomas - Nick Atkinson
- Hiro - Johan Hedenberg
- Gordon - Adam Fietz
- Percy - Kim Sulocki
- Emily - Maria Rydberg
- Spencer - Roger Storm
- James - Hans Jonsson
- Greven - Andreas Nilsson
- Berättaren, Kontrollchefen - Claes Ljungmark